# 残-ZAN-
「残-ZAN-」（ざん）はDIR EN GREYが1999年に発表したシングル。3枚（今作と「アクロの丘」「ゆらめき」）同日リリースのメジャー・デビュー・シングルの一つ。

## 概説
- 表題曲はテレビ朝日系「人気者でいこう!」エンディングテーマ。
- PVの監督は近藤廣行。演劇実験室◎万有引力のメンバーや、子役時代の藤岡みなみが出演している。京が生首のように見えるトリック映像があり、その部分に規制がかかっている。新バージョンのPVもある。なお2024年のツアー「PSYCHONNECT」では、規制前と思われる映像が背景として放映されている。
- 14万枚以上売り上げ、彼らのシングルとしては3番目に多いセールスを記録した。
- この曲でテレビ朝日系音楽番組『ミュージックステーション』に初出演を果たした[1]。この日の放送のトップバッターとして演奏され、ステージ上には逆さ吊りの男がのたうち回るなどといった演出がなされた。演奏終了後、テレビ朝日の視聴者センターへクレームが殺到したとされる[2]。

## 曲目
1. 残-ZAN-
（作詞:京 作曲:薫 編曲:YOSHIKI & Dir en grey）
放送コードギリギリの歌詞や、絶叫や悲鳴のような声が次々に表れるなど、とにかく気が狂った主人公をひたすら表現することに徹したと語っている。
タイトルの「残」は、鋭い感じが良いという話になり、言葉の響きを重視して決定された。
インディーズ時代からメジャー初期におけるライブ終盤の定番曲であり、何度も何度もサビを繰り返して10分以上同曲を演奏し続ける事もあった。その後音楽性の変化に伴い徐々にライブで演奏される事はなくなったが、2009年のツアー「TOUR09 FEAST OF Ⅴ SENSES」の一部公演にて久々に演奏され、同年末発売のシングル「激しさと、この胸の中で絡み付いた灼熱の闇」のカップリングに「残」として新たに再構築した曲が収録された。それから15年後の2024年に発表されたシングル「19990120」では、原曲の流れを踏襲しつつも2009年版の要素も織り交ぜたリアレンジが施された。
YOSHIKIは実際のアレンジ作業には全く関わっておらず、メンバーの演奏の凄さを笑ってみていた[3]。
2. ゆらめき“S.N.Y. Mix”
（作詞:京 作曲:Shinya 編曲:Gary Adante,Rob Arbittier & Eddie DeLena）
「ゆらめき」のリミックス。